# Legend Land
Legend Land es un EP (extended play) de la banda de gothic metal Leaves' Eyes. Fue liberado en junio de 2006, después de Vinland Saga. Casi todas las canciones son cantadas por Liv Kristine, pero Alexander Krull participó como voz gutural en las canciones "Legend Land", "Viking's Word" y "The Crossing".

## Lista de canciones
- Legend Land [3:43]
- Skraelings [3:34]
- Viking's Word [3:35]
- The Crossing [3:18]
- Lyset [2:15]
- Legend Land [4:43] Versión extendida

## Equipo

### Leaves' Eyes
- Liv Kristine: vocalista
- Alexander Krull: programación, voz gutural
- Thorsten Bauer: guitarra
- Mathias Roderer: guitarra
- Chris Lukhaup: bajo
- Moritz Neuner: batería, percusión

### Músicos invitados
- Timon Birkhofer: chelo
- Sarah Nuchel: violín